# Черниці-Борові
Черниці-Борові (пол. Czernice Borowe) — село в Польщі, у гміні Черниці-Борові Пшасниського повіту Мазовецького воєводства.
Населення — 420 осіб (2011).
У 1975-1998 роках село належало до Цехановського воєводства.

## Демографія
Демографічна структура станом на 31 березня 2011 року:
|          | Загалом | Допрацездатний вік | Працездатний вік | Постпрацездатний вік |
| -------- | ------- | ------------------ | ---------------- | -------------------- |
| Чоловіки | 223     | 45                 | 149              | 29                   |
| Жінки    | 197     | 26                 | 118              | 53                   |
| Разом    | 420     | 71                 | 267              | 82                   |